# Chapelle de Saint-Quentin-d'Elle
La chapelle Saint-Quentin est une chapelle catholique située à Bérigny, dans le département de la Manche, en France. Elle était l'église paroissiale de l'ancienne commune de Saint-Quentin-d'Elle, absorbée en 1812 par Bérigny.

## Histoire
Cette chapelle, construite aux XIIIe et XIVe siècles, est en partie remaniée au XVIIIe siècle.
Elle fait l'objet d'une importante restauration entre 1990 et 2005.
La chapelle et le sol de l'ancien cimetière font l'objet d'une inscription au titre des monuments historiques depuis le 18 mars 1993.